# Álvaro de Rivaguda
Álvaro de Rivaguda Enciso y Luyando (? - 1733) fue un militar y político español nombrado gobernador interino de la Capitanía General de Yucatán, de 1703 a 1706 cuando Martín de Urzúa tuvo que viajar a España para responder de serias acusaciones que se le imputaban. Recibió su nombramiento del virrey Francisco Fernández de la Cueva y de la Cueva.

## Datos históricos
Según el historiador Juan Francisco Molina Solís, Rivaguda era:

un militar distinguido que había servido en el ejército español desde la edad de doce años y que en activo servicio había ganado todos sus grados. Tenía todas las cualidades de un verdadero soldado, valiente, enérgico y firme en sus resoluciones. Una vez que tomaba una medida o daba su palabra de caballero, no lo doblegaban ni los más grandes tesoros del mundo, ni ternezas de mujer, ni palabras de favorito... No le seducían pompas, ni oropeles, ni vanidades....

Dice en fin el mencionado historiador que la gestión de Álvaro de Rivaguda fue oportuna y discreta.
Asumió la gubernatura de la Capitanía General de Yucatán en octubre de 1703. Durante su gestión la acción más significativa que se llevó a cabo, fue la de la expulsión de un grupo de filibusteros ingleses de la isla de Tris en el verano de 1704. También se concluyó el proceso judicial de los alcaldes de Valladolid, Miguel Ruiz de Ayuso y Francisco de Tovar Urquiza, incriminados en los acontecimientos de Valladolid en los que se dio muerte en la iglesia principal a dos personajes de la ciudad (uno de ellos sobrino del obispo). Los acusados fueron llevados a la horca en la cárcel de Mérida después de demostrarse su culpabilidad. Fue el epílogo del crimen en el que había sido implicado el gobernador Martín de Urzúa y por lo que había tenido que viajar a España para explicarse por las imputaciones de que lo había hecho víctima el obispo de Yucatán.
El interinato de Rivaguda terminó en 1706 cuando Urzúa retornó de España habiendo demostrado su inocencia de las acusaciones que le habían hecho y después de recibir también, de la corona española, los títulos nobiliarios de conde de Lizárraga y Adelantado del Petén, este último por sus logros en la conquista de los territorios de los itzaes y de los cochuah.